# Circuito de Montjuïc
O circuito de Montjuïc era um circuito de rua antigo situado na montanha de Montjuïc, em Barcelona, na Catalunha. É considerado entre os melhores circuitos da Fórmula 1 de todos os tempos, com a Autosport avaliando-o entre os seus dez melhores no 50º aniversário da categoria em questão.

## História
Em 1908 o esporte a motor internacional chegou ao Circuito de Baix Penedès, com a Copa da Catalunha. Em 1923, aconteceu no circuito permanente de Sitges Terramar, perto de Barcelona, o primeiro Grande Prêmio da Espanha de automóveis. Em 1932, a corrida foi realizada em um circuito de rua, com o início no Parque de Montjuïc, um parque arborizado sobre uma colina acima do porto da cidade. Na corrida de 1933, foi utilizado o traçado leste do circuito, que se tornou o circuito de Montjuïc propriamente dito, realizando ali as Penya Rhin Grand Prix.
Em 1968, Montjuïc foi selecionado como sede alternativa para o GP da Espanha, que já havia ocorrido no circuito de Jarama, em Madrid. A edição inaugural do Grande Prêmio lá foi realizada lá em 4 de maio de 1969. O caráter variável do traçado anti-horário (com metade da pista muito lenta e a outra metade muito rápida) fez do ajuste perfeito dos carros um desafio.
A pista sediou o Grande Prêmio da Espanha de Fórmula 1 em: 1969, 1971, 1973 e 1975, sendo que, nesta última, um grave acidente com o alemão Rolf Stommelen fez com que a corrida fosse encerrada pela metade e metade dos pontos foram concedidos, com Jochen Mass registrado como o vencedor. Lella Lombardi se tornou a primeira pilota a marcar pontos no campeonato mundial, tendo 0,5 ponto atribuído a seu 6º lugar.  A Lola de Stommelen, que perdera um aerofólio, decolou sobre o guard-rail e matou cinco espectadores. Depois da tragédia, Montjuïc nunca mais seria usado para provas da categoria. Montjuïc não sediou em: 1970, 1972 e 1974 que foi realizado em Jarama.
O Grande Prêmio da Espanha 1975 foi marcado pela tragédia. Muitos pilotos sentiram o circuito era perigoso, e o duas vezes campeão mundial Emerson Fittipaldi se retirou em protesto antes do início da corrida. Na volta 26, o veículo de Rolf Stommelen saiu da pista e matou cinco pessoas. A Fórmula 1 nunca mais voltou ao circuito após o acidente.
O circuito de Montjuic foi também o palco da 24 horas de Montjuic, uma corrida de resistência da motocicleta.
Desde 1991, o Grande Prêmio da Espanha foi realizada no Circuito da Catalunha, nos arredores de Barcelona.
Em 2004, o conselho da cidade de Barcelona decidiu marcar o layout do circuito antigo.
Em 13-14 outubro de 2007, o circuito foi utilizado para a Martini Legends, para honrar o 75 º aniversário do circuito. Sinalizando o retorno dos carros de Fórmula 1 a Montjuïc, Emerson Fittipaldi (re-)apareceu em seu Lotus 72, e Marc Gené guiou uma Ferrari

## Vencedores de GPs de Fórmula 1 em Montjuïc
| Ano               | Vencedor           | Construtor   | Resumo   |
| ----------------- | ------------------ | ------------ | -------- |
| 1969              | Jackie Stewart     | Matra-Ford   | Detalhes |
| Não houve em 1970 |                    |              |          |
| 1971              | Jackie Stewart     | Tyrrell-Ford | Detalhes |
| Não houve em 1972 |                    |              |          |
| 1973              | Emerson Fittipaldi | Lotus-Ford   | Detalhes |
| Não houve em 1974 |                    |              |          |
| 1975              | Jochen Mass        | McLaren-Ford | Detalhes |
| Fonte:            |                    |              |          |